# Râul Valea Stânca
Râul Valea Stânca sau Râul Stoiconic este un afluent al râului Bârzava. 

## Hărți
- Harta Județului Caraș-Severin